# Milan Van den Haute
Milan Van den Haute, né le 14 octobre 2005 à Edelare, est un coureur cycliste belge.

## Biographie
Milan Van den Haute est originaire d'Edelare, une section de la commune d'Audenarde. Il pratique le cyclisme depuis son plus jeune âge. Dans les rangs juniors, il se distingue sur piste en devenant champion de Belgique à de multiples reprises. Il représente par ailleurs son pays dans divers événements internationaux. Sur route, il se classe notamment quatrième du Keizer der Juniores en 2022. 
Lors de la saison 2023, il se distingue dans la discipline de l'américaine en terminant deuxième du championnat du monde et troisième du championnat d'Europe juniors, aux côtés de Tom Crabbe. La même année, il établit un nouveau record national junior dans la poursuite individuelle. Il intègre ensuite le club Hubo-Remotive en 2024. Toujours actif sur piste, il s'adjuge la médaille d'argent dans la poursuite par équipes aux championnats d'Europe espoirs. Il finit également deuxième du Tour de Flandre-Orientale.
En 2025, il intègre la nouvelle équipe Atom 6 Bikes-Decca Continental, basée à Roulers mais évoluant avec une licence australienne,. Ce transfert l'amène à participer à diverses compétitions inscrites au calendrier de l'UCI Europe Tour. 

## Palmarès sur piste

### Championnats du monde
| Édition / Épreuve   | Américaine |
| Cali 2023 (juniors) | Argent     |

### Championnats d'Europe
| Édition / Épreuve      | Américaine | Poursuite par équipes |
| Anadia 2023 (juniors)  | Bronze     |                       |
| Cottbus 2024 (espoirs) |            | Argent                |
| Anadia 2025 (espoirs)  | Or         |                       |

### Championnats nationaux
- 2021
  -  Champion de Belgique de course à l'élimination juniors
  -  Champion de Belgique du kilomètre juniors
- 2022
  -  Champion de Belgique de poursuite juniors (janvier)
  -  Champion de Belgique de poursuite juniors (décembre)
  -  Champion de Belgique de l'omnium juniors
- 2023
  - 3e du championnat de Belgique de l'omnium
- 2024
  - 3e du championnat de Belgique de l'omnium

## Palmarès sur route
- 2023
  - 2e du championnat de Flandre-Orientale du contre-la-montre juniors
- 2024
  - 2e du Tour de Flandre-Orientale